# Peso superpluma
Peso superpluma o peso ligero junior es una categoría competitiva del boxeo y otros deportes de combate, que agrupa a competidores de poco peso. En el boxeo, solo existe en la práctica profesional, abarcando a los púgiles que pesan más de 57,152 kilos (126 lb) y menos de 58,967 kilos (130 lb). 
En el boxeo profesional la categoría inmediata anterior es el peso pluma y la inmediata superior el peso ligero.

## Historia
El primer campeón mundial de la categoría fue Johnny Dundee, quien se consagró como tal el 18 de noviembre de 1918. Entre 1935 y 1959 la categoría cayó en desuso, sin que hubiera peleas por el título. La categoría volvió a organizarse mundialmente, con el triunfo de Harold Gomes, el 20 de julio de 1959.
Grandes campeones de la categoría han sido Kid Chocolate, Floyd Mayweather Jr, Azumah Nelson, Alexis Argüello y Acelino "Popó" Freitas entre otros.

## Mujeres
En el boxeo profesional no existen diferencias entre varones y mujeres, en lo relativo a los límites entre las categorías, con la aclaración que entre las mujeres no existe la categoría de peso crucero y por lo tanto la categoría máxima es peso pesado, que tiene un límite inferior menor.
Kina Malpartida (Perú) obtuvo el título de la Asociación Mundial de Boxeo en la categoría superpluma el 21 de febrero de 2009 venciendo a la estadounidense Maureen Shea por KO técnico tras derribarla en el décimo round en el combate realizado en el Madison Square Garden

## Campeones mundiales profesionales
| Campeones categoría superpluma (masculino) | Campeones categoría superpluma (masculino) | Campeones categoría superpluma (masculino) | Campeones categoría superpluma (masculino) | Campeones categoría superpluma (masculino) | Campeones categoría superpluma (masculino) |
| Asociación                                 | Desde                                      | Campeón                                    | País                                       | Récord                                     | Defensas                                   |
| ------------------------------------------ | ------------------------------------------ | ------------------------------------------ | ------------------------------------------ | ------------------------------------------ | ------------------------------------------ |
| Super WBA                                  | 20 de agosto de 2022                       | Héctor García                              | República Dominicana                       | 16-0 (0 KO)                                | 0                                          |
| WBC                                        | Vacante                                    | Vacante                                    |                                            |                                            |                                            |
| IBF                                        | Vacante                                    | Vacante                                    |                                            |                                            |                                            |
| WBO                                        | Vacante                                    | Emmanuel Navarrete                         |                                            |                                            |                                            |

- Actualizado el 28/10/2022